# Joachim-Mähl-Straße
Joachim-Mahl-Strasse è una stazione della metropolitana di Amburgo, sulla linea U2.